# Badebornteich

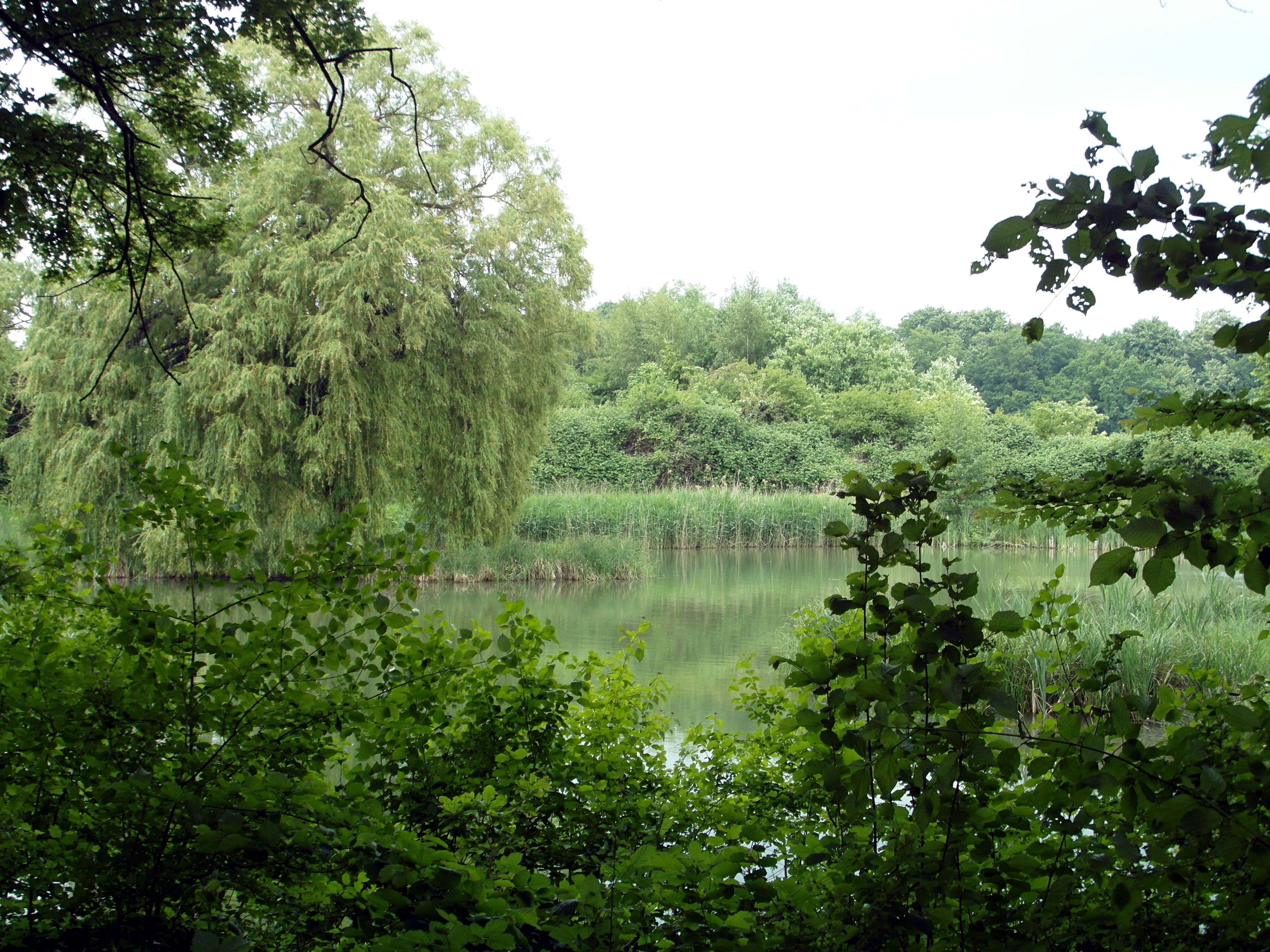
Blick durch ein Sichtfenster der Umzäunung auf den Badebornteich

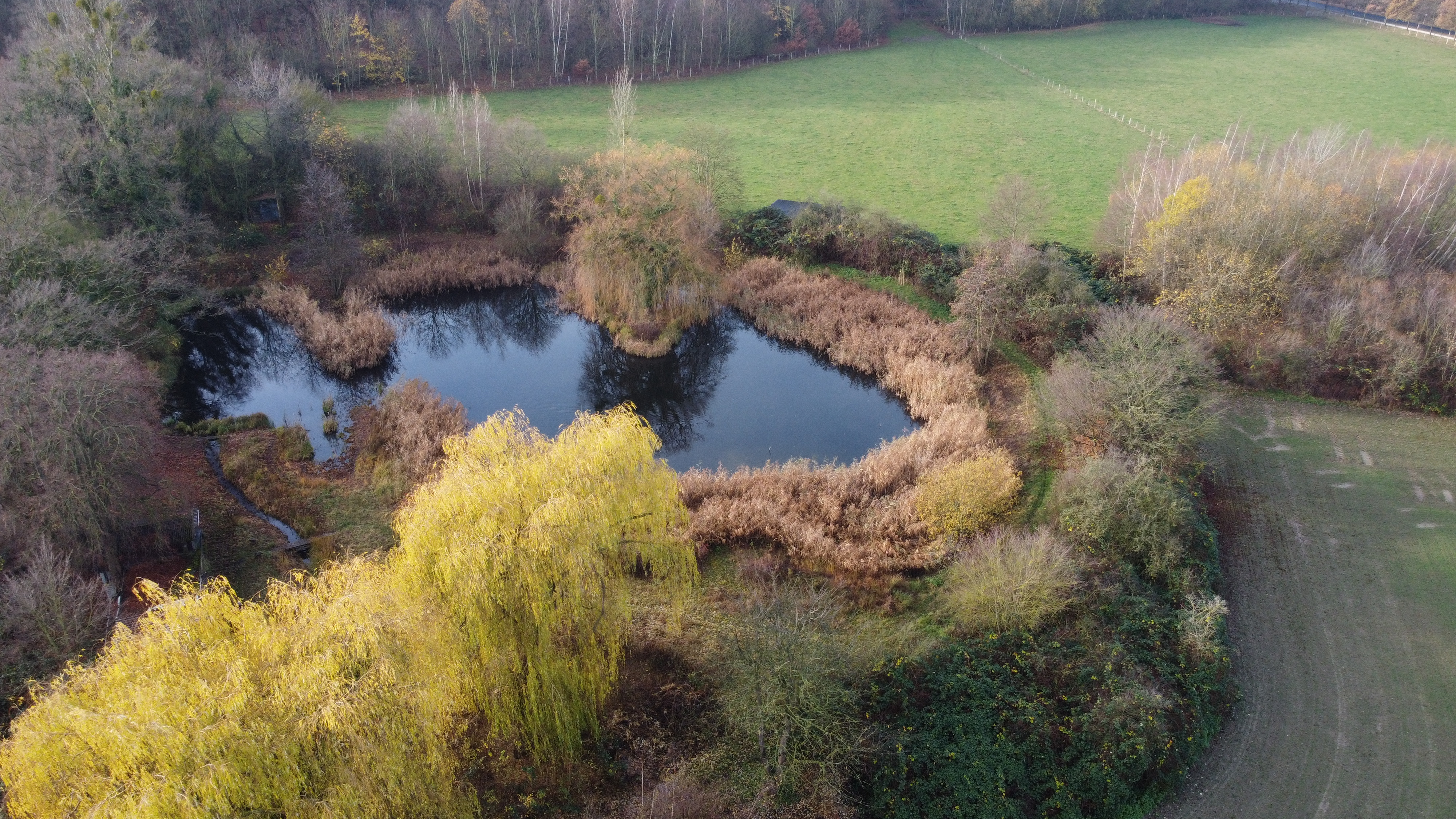
Luftbild im Dezember 2020

Der Badebornteich am westlichen Stadtrand der Landeshauptstadt Hannover zwischen dem Stadtteil Badenstedt und dem Benther Berg ist ein Relikt eines im Jahr 2004 renaturierten ehemaligen Wasserspeichers. Das künstliche Stillgewässer im Landschaftsschutzgebiet Benther-Berg-Vorland/Fössetal wird von der Quelle der Bade gespeist. Es hat sich zu einem wichtigen Feuchtbiotop mit seltener Flora und Fauna entwickelt.

## Geographie

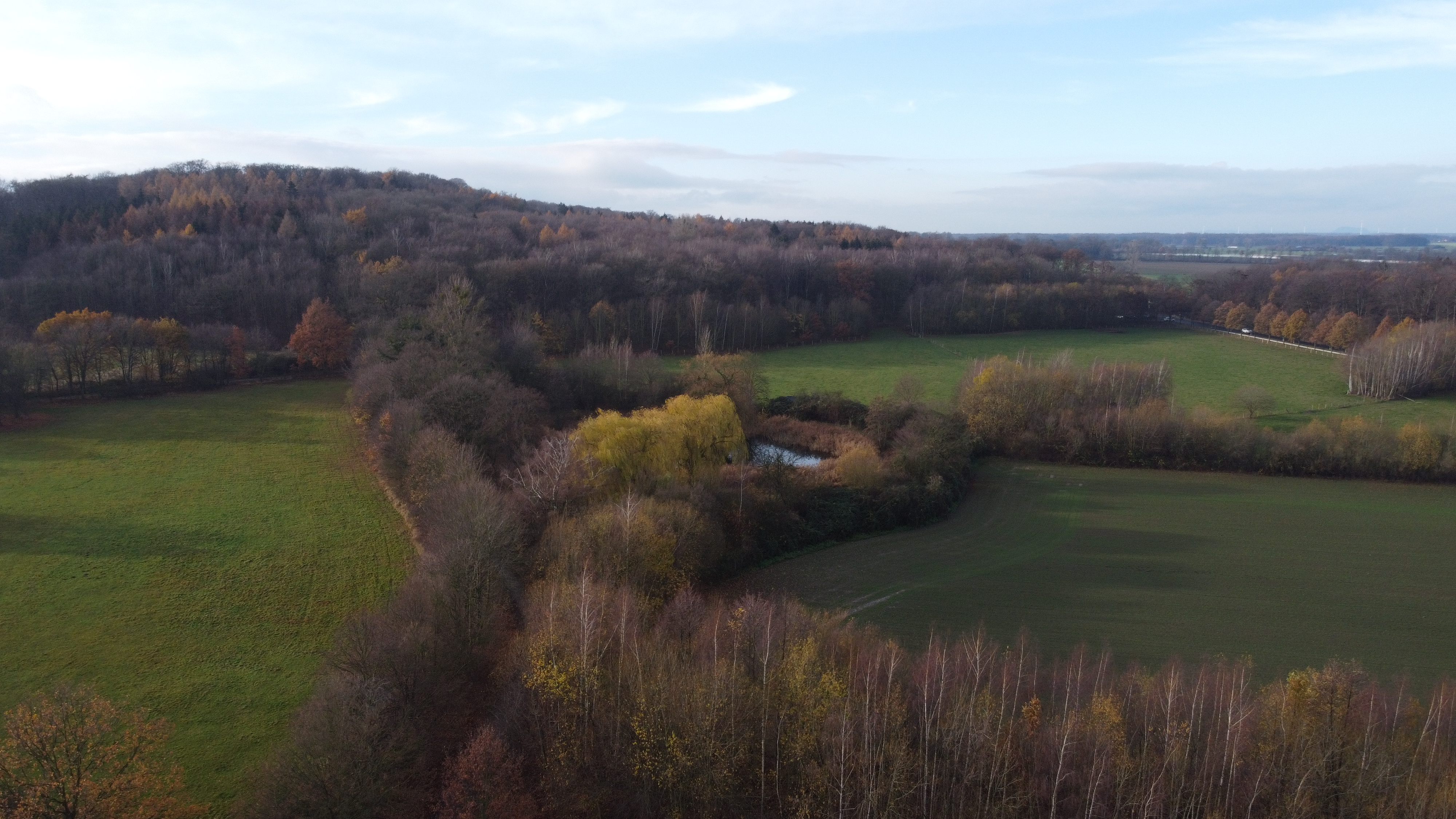
Lage des Teichs am Fuß des Benther Bergs

Der 173,3 m hohe Benther Berg im Calenberger Land überragt das wenige Kilometer entfernte Stadtzentrum Hannovers um etwa 120 m. Auftreffendes Regenwasser versickert und tritt teils in einigen Quellen am Fuß des Berges zu Tage. Der Badebornteich liegt auf etwa 67,5 m am Waldrand des Benther Bergs. Das Gebiet bei Badenstedt ist seit dem Jahr 1920 durch Eingemeindung Teil der Stadt Hannover. Die angrenzende Ebene fällt nach Nordosten hin sanft ab zur Leine.

## Historisches

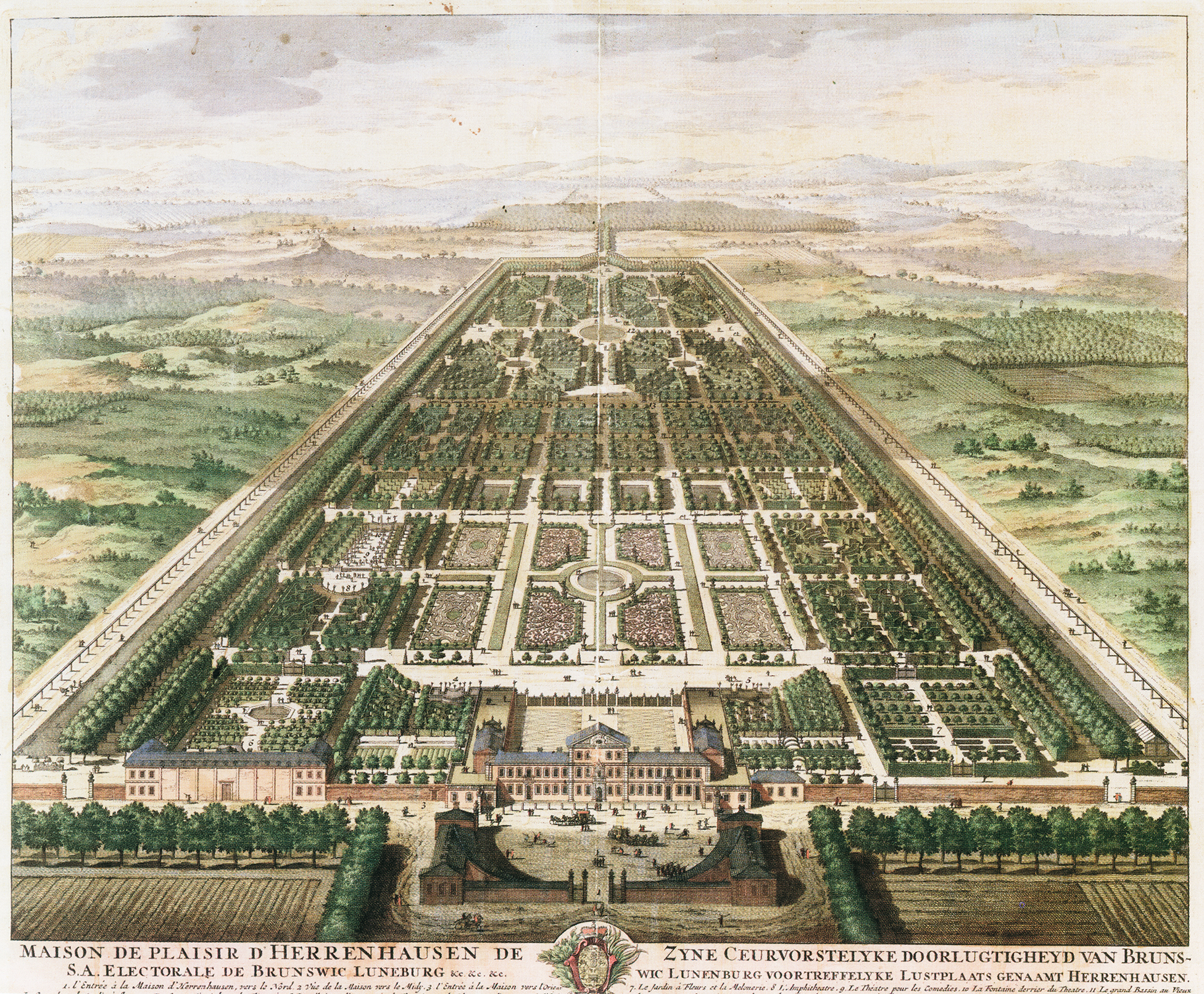
Der Große Garten (Kupferstich, um 1708)

Um im Großen Garten in Herrenhausen die in der Barockzeit zu der angestrebten Verleihung der Kurwürde für standesgemäß gehaltenen Wasserspiele betreiben zu können, reichte das seit dem Jahr 1676 vom Küchengarten durch Rohre herangeführte Wasser des Dieckborns nicht. Deshalb schlug im Jahr 1686 eine Kommission Herzog Ernst August vor, das Wasser der relativ hoch am Benther Berg gelegenen Quelle der Bade nach Herrenhausen zu leiten. Von vier später noch zusätzlich aufgestauten Teichen, in denen das Wasser gesammelt wurde, floss dieses durch zwei etwa vier Kilometer lange hölzerne Leitungen bis zur Leine bei Limmer. Mittels Bleirohren wurde unter der Limmer Brücke der Fluss unterquert und das Wasser floss weiter zu zwei zusammen 24.000 m³ fassenden Hochbehältern auf einem Sandhügel an der heutigen Berggartenstraße. Von dort aus wurden die Springbrunnen im Großen Garten gespeist. Trotz mehrerer Nachbesserungen, so wurde seit dem Jahr 1689 die Leitung auf einer Brücke über die Leine geführt, gab es weitere Probleme, wie undichte Rohrverbindungen, und die verfügbare Wassermenge sowie der Wasserdruck genügten den Ansprüchen nicht. Im Jahr 1697 wurde deshalb zur Versorgung Schloss Herrenhausens mit dem Bau des Ernst-August-Kanals, dem Einsatz eines Wasserrads und später von Pumpen begonnen.
Das Gelände mit den Teichen wurde später verpachtet, eingezäunt und zu einem etwa 0,3 ha großen Fischteich umgestaltet.

## Heutige Nutzung

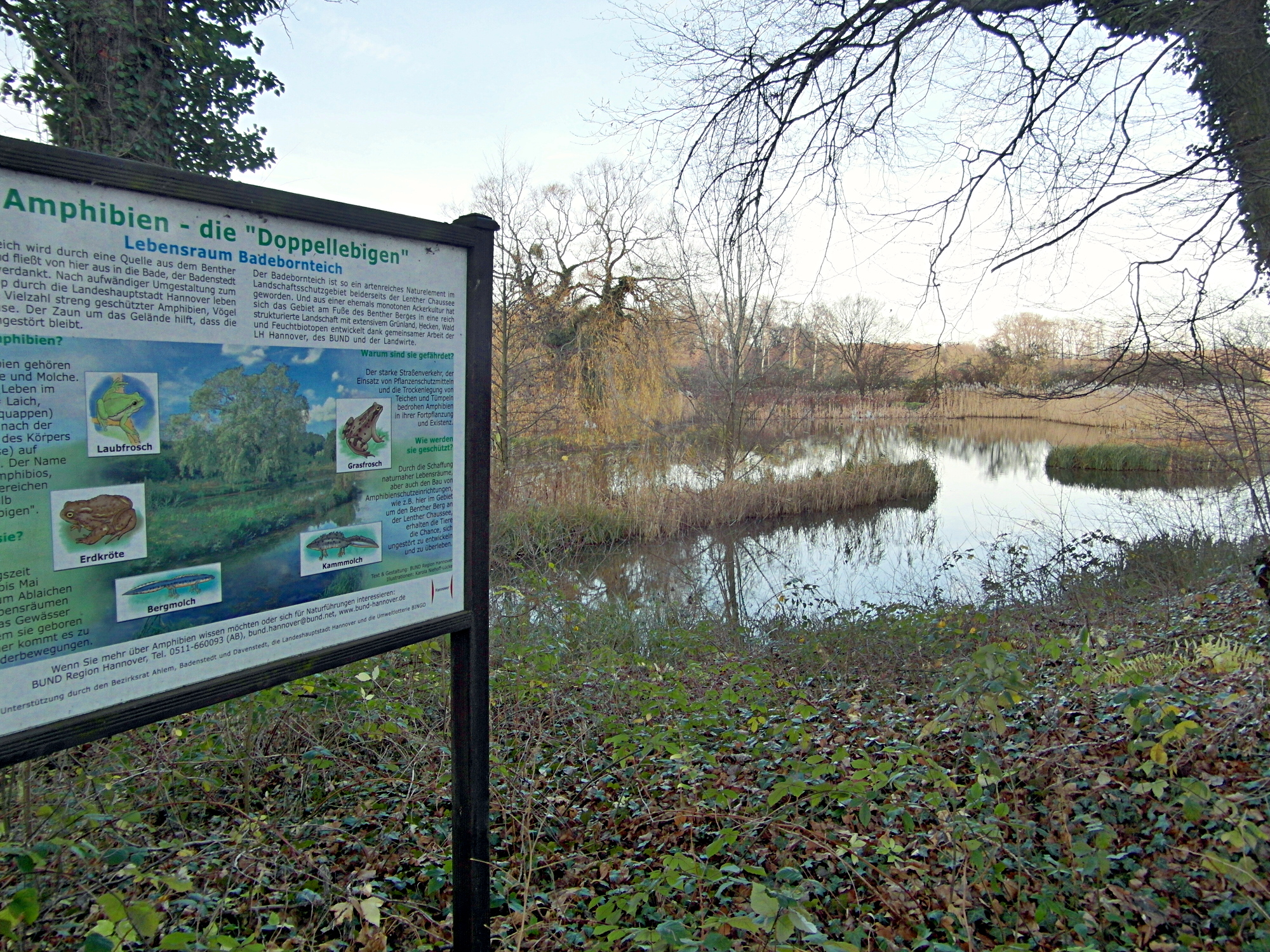
Der Teich besteht heute aus verbundenen Teilbecken

Der Badebornteich ist seit 2004 an den Bund für Umwelt und Naturschutz Deutschland (BUND) verpachtet, der sich zuvor jahrzehntelang ehrenamtlich, teilweise mit dem Naturschutzbund Deutschland (NABU), an der weiter nördlich gelegenen Lenther Chaussee, insbesondere für den Schutz der Erdkröte vor dem Straßenverkehr, engagierte.
Um das Gebiet mit seinen Amphibien wie Kröten, Laubfröschen und Bergmolchen, Säugetieren wie Zwerg-, Wasser- und Breitflügelfledermäuse sowie Vögeln wie Zwergtaucher, Eisvögel und im Umfeld auch Feldsperlinge vor Störungen zu schützen, wurde das schwer einsehbare Biotop zunächst einfach eingezäunt gelassen. Um interessierten Besuchern dennoch Einblicke in das naturnahe Stillgewässer und sein Umfeld zu ermöglichen, wurden 2007 in die bestehende Umzäunung zwei Sichtfenster eingearbeitet. Im selben Jahr hatte der Stadtbezirksrat des Stadtbezirks Ahlem-Badenstedt-Davenstedt einstimmig unter anderem beschlossen,

„[…] die SpaziergängerInnen/AnwohnerInnen durch die Aufstellung von zwei Informationstafeln an geeigneten Stellen (mit Blick auf die Teiche) über den einzigartigen Amphibienbestand in der Region (vorkommende Arten, Wanderwege etc.) zu informieren und so zum Verständnis für den besonderen Schutz dieser Fläche beizutragen. Weiterhin soll auf den Informationstafeln ein Hinweis auf die Möglichkeit von Führungen für Schulklassen und Kitas unter Angabe der Telefonnummer des entsprechenden Ansprechpartners bzw. der Ansprechpartnerin beim BUND angebracht sein.

1-2 x / Jahr naturkundliche öffentliche Führungen für die AnwohnerInnen anzubieten.“

Der Badebornteich liegt an einem Wander- und Fahrradweg von Badenstedt zum Benther Berg nahe dem Reit- und Voltigierverein Badenstedt unterhalb des Waldrandwegs, der als Teil des Fahrradwegs Grüner Ring hier in Richtung des Jägerheims die Stadtgrenze Hannovers markiert. Das Betreten des umzäunten Teichgeländes ist untersagt.